# Total Abandon: Australia '99
Total Abandon: Australia '99 è un album live dei Deep Purple, pubblicato nel 1999 e registrato nello stesso anno. È stato anche pubblicato un DVD con lo stesso nome.

## Tracce

### CD 1
1. Ted the Mechanic  – 4:50 – (Ian Gillan, Steve Morse, Roger Glover, Jon Lord, Ian Paice)
2. Strange kind of woman – 6:23 – (Ritchie Blackmore, Gillan, Glover, Lord, Paice)
3. Bloodsucker – 4:56 – (Blackmore, Gillan, Glover, Lord, Paice)
4. Pictures of home – 8:19 – (Blackmore, Gillan, Glover, Lord, Paice)
5. Almost human  – 6:16 – (Gillan, Morse, Glover, Lord, Paice)
6. Woman from Tokyo – 6:47 – (Blackmore, Gillan, Glover, Lord, Paice)
7. Watching the sky  – 5:46 – (Gillan, Morse, Glover, Lord, Paice)
8. Fireball – 4:44 – (Blackmore, Gillan, Glover, Lord, Paice)
9. Sometimes I feel like screaming – 7:11  – (Gillan, Morse, Glover, Lord, Paice)
10. Steve Morse Guitar Solo  – 8:42 – (Morse)
11. Smoke on the water – 9:01 – (Blackmore, Gillan, Glover, Lord, Paice)

### CD 2
1. Lazy – 8:49 – (Blackmore, Gillan, Glover, Lord, Paice)
2. Perfect strangers  – 6:18 – (Gillan, Blackmore, Glover)
3. Speed king – 14:28 – (Blackmore, Gillan, Glover, Lord, Paice)
4. Black Night – 6:21 – (Blackmore, Gillan, Glover, Lord, Paice)
5. Highway Star – 7:16 – (Blackmore, Gillan, Glover, Lord, Paice)

## Formazione
- Ian Gillan - Voce
- Steve Morse - Chitarra
- Roger Glover - Basso
- Jon Lord - Tastiere
- Ian Paice - Batteria